# فینال جام حذفی فوتبال انگلستان ۱۹۶۵
فینال جام حذفی فوتبال انگلستان ۱۹۶۵، رقابت پایانی جام حذفی فوتبال انگلستان در سال ۱۹۶۵ میلادی است که مابین دو تیم باشگاه فوتبال لیورپول و باشگاه فوتبال لیدز یونایتد در ورزشگاه ومبلی لندن برگزار شده‌است.
این مسابقه که در تاریخ ۱ مه ۱۹۶۵ انجام شده‌است با نتیجه ۲ بر ۱ به سود تیم باشگاه فوتبال لیورپول به پایان رسید.